# Chien courant du Nord
Pour les articles homonymes, voir Beagle (homonymie).
Le chien courant du Nord (north country beagle) est une race de chien d'origine britannique aujourd'hui éteinte. La date exacte d'extinction n'est pas connue, mais il se pourrait qu'il ait survécu jusqu'au XIXe siècle. La race participa à la création et à l'amélioration d'autres chiens, notamment le beagle.

## Histoire
L'origine du chien courant du Nord est débattue. Certains auteurs suggèrent qu'il est dérivé du talbot qui fut importé au XIe siècle en Grande-Bretagne par Guillaume le Conquérant. Le croisement avec des greyhounds, dans le but de « dynamiser » le lourd talbot pourrait avoir donné naissance au chien courant du Nord.

## Description
C'était un chien courant large et osseux avec une tête carrée, et de longues oreilles tombantes. Majoritairement élevé dans le comté du Yorkshire, il était commun dans le nord de l'Angleterre (d'où son nom anglais de northern beagle et northern hound, littéralement « beagle du Nord »). C'était un chien rapide avec un bon sens de l'odorat, bien qu'il soit moins bon que le chien courant du Sud à ce jeu-là. 
Le développement de la race du beagle par Phillip Honeywood se serait fondé sur des croisements entre chien courant du Nord et chien courant du Sud. Il est probable que le harrier et le foxhound anglais aient aussi du sang de north country beagle dans les veines.
La population du chien courant du Nord déclina au XVIIIe siècle, lorsque la vénerie recherchait des chiens plus rapides afin de faire durer moins longtemps la chasse. Elle subsista jusqu'au XIXe siècle par son utilisation pour la chasse au lapin.